# 水本篤
水本 篤（みずもと あつし）は、日本の応用言語学者。
日米英語学院京都四条校、ベルリッツ・ジャパンＴＯＥＩＣ/ＴＯＥＦＬ講座講師、甲南女子大学特別専任講師、流通科学大学専任講師、関西大学准教授を経て、関西大学外国語学部教授、博士。
専門は第二言語語彙学習研究、統計手法を用いた教育測定研究、英語コーパスの教育利用など。

## 受賞歴
- 学術奨励賞：2014年8月9日(全国英語教育学会)
- 奨励賞：2016年10月1日(英語コーパス学会)

## 主要著作
- Exploring the art of vocabulary learning strategies: A closer look at Japanese EFL university students.2010年、金星堂。
- 外国語教育研究ハンドブック（共著）、2012年、松柏社。